# Sam Sparro
Sam Sparro (nombre real Samuel Frankland Falson) nació el 8 de noviembre de 1982, es un cantautor, productor australiano con ascendencia portuguesa nominado al Grammy. Su nombre artístico se deriva de un apodo de su familia que fue inspirado por la mascota Sammy Sparrow.

## Biografía
Nació en Sídney, Australia. El talento de Sparro para cantar fue descubierto cuando era muy joven después de que se mudara con su familia a Los Ángeles a los 10 años. Su padre había firmado un contrato y estaba grabando un álbum de soul, y lo llevó a una iglesia en Tujunga, Los Ángeles para que escuchara a los mejores cantantes del género. Después de escuchar a Sam cantando, Chaka Khan se convirtió en uno de sus primeros admiradores.
Su primer trabajo como actor infantil fue en un comercial de McDonald’s.
Fue a la  secundaria San Marino en California del Sur por un corto tiempo y fue expulsado varias veces.
Dejó Los Ángeles y regresó a Sídney, donde vivió con sus abuelos y trabajó para una compañía de relaciones públicas antes de viajar a Inglaterra, sumergiéndose en la escena musical de Londres. Tuvo que dejar Inglaterra y regresó a Los Ángeles en 2002, donde trabajó en una cafetería frecuentada por cineastas de Hollywood. Fue durante ese tiempo que escribió su sencillo “Black and Gold”.
El padre de Sam Sparro, Chris Falson, es pastor y cantante descendiente de portugueses y ha escrito música para Star Trek y para “Queer Eye for the Straight Guy”. Cuando era un adolescente Sam Sparro era corista en los conciertos de su padre y en sus discos. Se considera a sí mismo “una persona espiritual y un poco gitano, pero no tiene ninguna religión”
Sam Sparro es abiertamente gay. Realizó una entrevista para la revista Attitude y apareció en la portada.

## Carrera
Su primer sencillo «Black and Gold» debutó en el #23 del UK Singles Chart el 23 de marzo de 2008 y luego escaló al puesto 4 debido a las fuertes ventas digitales. El 13 de abril alcanza su mejor posición en el #2. Además, la canción fue utilizada en un comercial para la serie británica “Skins”. Alcanzó en número 5 en Irlanda. Su álbum debut autotitulado Sam Sparro fue lanzado el 28 de abril de 2008 en el Reino Unido, lugar donde fue certificado con el disco de oro.
En abril de 2008 interpretó Black and Gold en  y enUKive Lounge en BBC Radio 1, donde también hizo una versión de “American Boy” de Estelle.
El 18 de abril, apareció como invitado musical en “The Friday Night Project” donde interpretó “Black and Gold”. También escribió canciones para el futuro tercer álbum de Lindsay Lohan.
En septiembre de 2008, Sparro fue nominado a ARIA Music Awards.
Su gira de septiembre de 2008 formó parte de la gira Wonky Pop, Wonky Pop es un nuevo término musical creado por artistas como Sam Sparro y Alphabeat.
En diciembre de 2008, Sam recibió una nominación al Grammy por “Black and Gold” en la categoría “Mejor Grabación Dance” junto con Madonna, Rihanna, Daft Punk, Hot Chip y Lady Gaga.
“Black and Gold” también aparece en la banda sonora de FIFA 09 y en la película “Fame”. 
En 2009 colaboró con Basement Jaxx en la canción “Feelings Gone”. 
También coescribió con Adam Lambert la canción “Voodoo” que aparece en una reedición del disco “For Your Entertainment” y trabajó con Lolene en la canción “Under the Bus” que aparece en el álbum “The Electrick Hotel”. Cantantes como Katy Perry han interpretado covers de canciones como Black and Gold y Pocket. 

## Discografía

### Álbumes
Álbumes de estudio
| Año  | Título             | Sello disográfico |
| ---- | ------------------ | ----------------- |
| 2008 | Sam Sparro         | Island            |
| 2012 | Return to Paradise | EMI               |

Mixtapes
- 2012: Mechanical.

Extended plays
- 2007: Black + Gold
- 2008: London Festival '08
- 2010: Pink Cloud
- 2013: Quantum Physical, Vol. 1
- 2015: Quantum Physical, Vol. 2
- 2016: Quantum Physical, Vol. 3: Conspiracy

### Sencillos
| Año  | Título                                     | Mejores posiciones en listas | Mejores posiciones en listas | Mejores posiciones en listas | Mejores posiciones en listas | Mejores posiciones en listas | Certificaciones        | Álbum                                |
| Año  | Título                                     | AUS                          | BEL (Fla)                    | ITA                          | R.U.                         | EUA D/CP                     | Certificaciones        | Álbum                                |
| ---- | ------------------------------------------ | ---------------------------- | ---------------------------- | ---------------------------- | ---------------------------- | ---------------------------- | ---------------------- | ------------------------------------ |
| 2007 | «Cottonmouth»                              | —                            | —                            | —                            | —                            | —                            |                        | Sam Sparro                           |
| 2008 | «Black and Gold»                           | 4                            | 15                           | 13                           | 2                            | 12                           | - AUS: Oro - R.U.: Oro | Sam Sparro                           |
| 2008 | «21st Century Life»                        | 42                           | 8                            | —                            | 44                           | —                            |                        | Sam Sparro                           |
| 2008 | «Pocket»                                   | 33                           | —                            | —                            | —                            | —                            |                        | Sam Sparro                           |
| 2010 | «Pink Cloud»                               | —                            | —                            | —                            | —                            | —                            |                        | Pink Cloud                           |
| 2012 | «Happiness»                                | —                            | 1                            | 16                           | —                            | —                            | - BEL: Platino         | Return to Paradise                   |
| 2012 | «I Wish I Never Met You»                   | —                            | —                            | —                            | —                            | —                            |                        | Return to Paradise                   |
| 2012 | «Yellow Orange Rays»                       | —                            | 74                           | —                            | —                            | —                            |                        | Return to Paradise                   |
| 2013 | «Hang on 2 Your Love» (con Durand Bernarr) | —                            | —                            | —                            | —                            | —                            |                        | Quantum Physical, Vol. 1             |
| 2015 | «Hands Up»                                 | —                            | 87                           | —                            | —                            | —                            |                        | Quantum Physical, Vol. 2             |
| 2016 | «Pharma Karma»                             | —                            | —                            | —                            | —                            | —                            |                        | Quantum Physical, Vol. 3: Conspiracy |

### Colaboraciones
| Año  | Título                     | Artista                          | Álbum                   | Participación               |
| ---- | -------------------------- | -------------------------------- | ----------------------- | --------------------------- |
| 2006 | "Pencilhead"               | DJ Circle                        | Groovin' Through Munich | Como compositor y vocalista |
| 2009 | "Feelings Gone             | Basement Jaxx                    | Scars                   | Como vocalista              |
| 2009 | "Maximus"                  | Beni                             | Maximus - EP            | Como compositor y vocalista |
| 2010 | "Black N Gold"             | Wale                             | More About Nothing      | Como compositor y vocalista |
| 2010 | "Coulda Woulda Shoulda     | Lyrics Born                      | As U Were               | Como compositor y vocalista |
| 2010 | "Corrected" (con DMC)      | Mason                            | They Are Among Us       | Como vocalista              |
| 2010 | "Under The Bus"            | Lolene                           | The Electrick Hotel     | Como vocalista              |
| 2011 | "The Third of the Storms   | Mike Simonetti                   | Capricorn Rising        | Como vocalista              |
| 2011 | "End Is The Beginning"     | The Bottletop Band               | Dream Service           | Como vocalista              |
| 2011 | "Your Body"                | Beni                             | House of Beni           | Como compositor y vocalista |
| 2011 | "High Off Your Love"       | Beni                             | House of Beni           | Como compositor y vocalista |
| 2012 | "Shady" (con Nile Rodgers) | Adam Lambert                     | Trespassing             | Como compositor y vocalista |
| 2012 | "Broken English"           | Adam Lambert                     | Trespassing             | Como compositor             |
| 2013 | "Glow in the Dark"         | The Bloody Beetroots             | Hide                    | Como vocalista              |
| 2014 | "Stay in Love"             | Plastic Plates                   |                         | Como vocalista              |
| 2014 | "Out of My Mind"           | Droid Bishop                     | Beyond the Blue         | Como compositor y vocalista |
| 2015 | "If I Can't Have You"      | Kylie Minogue y Fernando Garibay | Kylie + Garibay         | Como compositor y vocalista |
| 2016 | "Touch Back"               | Fare Soldi                       | 21+                     | Como compositor y vocalista |
| 2016 | "Your Man"                 | Thanks                           |                         | Como vocalista              |